# 中噬脂鯉屬
中噬脂鯉屬為輻鰭魚綱脂鯉目琴脂鯉亞目複齒脂鯉科的其中一属。

## 下属物种
- 鱷形中噬脂鯉(Mesoborus crocodilus)

## 扩展阅读
維基物種上的相關：中噬脂鯉屬